# Élections régionales de 1983 à Brême
Les élections régionales de 1983 à Brême (en allemand : Bürgerschaftswahl in Bremen 1983) se tiennent le dimanche 25 septembre 1983, afin d'élire les 100 députés de la 11e législature du Bürgerschaft pour un mandat de quatre ans.
Au pouvoir depuis la Seconde Guerre mondiale et emmené par le président du Sénat Hans Koschnick, le SPD s'impose pour une législature supplémentaire et retrouve la majorité absolue des voix.

## Contexte
Lors des élections régionales du 7 octobre 1979, le Parti social-démocrate d'Allemagne (SPD) du président du Sénat sortant Hans Koschnick confirme sa majorité absolue, acquise en 1971, avec 52 députés et 49,4 %. Le président régional de l'Union chrétienne-démocrate d'Allemagne (CDU) Bernd Neumann échoue ainsi à prendre le pouvoir, totalisant 31,9 % des suffrages exprimés et 33 sièges.
Ancien partenaire de coalition du SPD dans les années 1950 et 1960, le Parti libéral-démocrate (FDP) de Horst-Jürgen Lahmann maintient sa représentation parlementaire en restant au-dessus des 10 % des voix, ce qui lui accorde 11 élus. Il est suivi par la Liste verte de Brême (BGL), qui devient le premier parti écologiste allemand à entrer dans une assemblée législative, comptant quatre députés avec ses 5,1 %.

## Mode de scrutin
Le Bürgerschaft est constitué de 100 députés (en allemand : Mitglied der Bürgerschaft, MdB), élus pour une législature de quatre ans au suffrage universel direct et suivant le scrutin proportionnel de Hare.
Chaque électeur dispose d'une voix, qui lui permet de voter en faveur d'une liste de candidats présentée par un parti au niveau de sa circonscription, le Land en comptant deux : Brême et Bremerhaven.
Lors du dépouillement, les 80 sièges de Brême et les 20 sièges de Bremerhaven sont répartis en fonction des voix récoltées au niveau de la ville, à condition qu'un parti ait remporté 5 % des voix au niveau de la circonscription concernée.

## Campagne

### Partis politiques
| Parti | Parti                                                                              | Chef de file                        | Résultat en 1979           |
| ----- | ---------------------------------------------------------------------------------- | ----------------------------------- | -------------------------- |
|       | Parti social-démocrate d'Allemagne Sozialdemokratische Partei Deutschlands         | Hans Koschnick (Président du Sénat) | 49,4 % des voix 52 députés |
|       | Union chrétienne-démocrate d'Allemagne Christlich Demokratische Union Deutschlands | Bernd Neumann                       | 31,9 % des voix 33 députés |
|       | Parti libéral-démocrate Freie Demokratische Partei                                 | Horst-Jürgen Lahmann                | 10,8 % des voix 11 députés |
|       | Liste verte de Brême Bremer Grüne Liste                                            | Olaf Dinné                          | 5,1 % des voix 4 députés   |

## Résultats

### Voix et sièges
| Parti                             | Parti                                        | Voix    | Voix  | Sièges  | Sièges        | Sièges | Sièges | Sièges |
| Parti                             | Parti                                        | Votes   | %     | Députés | +/-           |        |        |        |
| --------------------------------- | -------------------------------------------- | ------- | ----- | ------- | ------------- | ------ | ------ | ------ |
|                                   | Parti social-démocrate d'Allemagne (SPD)     | 210 632 | 51,34 | 58      | 6             |        |        |        |
|                                   | Union chrétienne-démocrate d'Allemagne (CDU) | 136 635 | 33,31 | 37      | 4             |        |        |        |
|                                   | Les Verts (Grünen)                           | 22 280  | 5,43  | 5       | 5             |        |        |        |
|                                   | Parti libéral-démocrate (FDP)                | 18 828  | 4,59  | 0       | 11            |        |        |        |
|                                   | Liste verte de Brême (BGL)                   | 9 676   | 2,36  | 0       | 4             |        |        |        |
|                                   | Autres                                       | 12 189  | 2,97  | 0       | en stagnation |        |        |        |
|                                   |                                              |         |       |         |               |        |        |        |
| Votes valides                     | Votes valides                                | 410 240 | 99,05 |         |               |        |        |        |
| Votes blancs et nuls              | Votes blancs et nuls                         | 3 917   | 0,95  |         |               |        |        |        |
| Total                             | Total                                        | 414 157 | 100   | 100     | en stagnation |        |        |        |
| Abstentions                       | Abstentions                                  | 105 761 | 20,34 |         |               |        |        |        |
| Nombre d'inscrits / participation | Nombre d'inscrits / participation            | 519 918 | 79,66 |         |               |        |        |        |